# Princess Jones
Princess Jones è un film muto del 1921 diretto da G.V. Seyffertitz (Gustav von Seyffertitz). Prodotto dalla Vitagraph, aveva come interpreti Alice Calhoun, Vincent Coleman, Helen Dubois, Robert Lee Keeling, Robert Gaillard.

## Trama
Princess Jones, una ragazza di campagna, nipote di un commerciante, sogna ricchezza e posizione sociale. Quando fa una vacanza in un resort alla moda, vi incontra il ricco Arthur Forbes. Lo zio di Arthur ha mandato il nipote in campagna perché questi, volendo studiare pittura, potrà così dedicarsi meglio alla sua passione. Princes consegna ad Arthur una piccola somma che gli dovrebbe servire a comperarle un abito, ma lui, innamorato, gliene compera uno molto bello e molto costoso. Il vestito trasforma la ragazza in una signora elegante e sofisticata, tanto che viene scambiata dagli altri ospiti, per un equivoco, per una vera principessa, la principessa dei Balcani. Arthur ottiene la benedizione dello zio alle sue nozze con Princess e lei, alla fine, diventa amica della vera principessa.

## Produzione
Il film fu prodotto dalla Vitagraph Company of America.

## Distribuzione
Il copyright del film, richiesto dalla Vitagraph, fu registrato l'8 gennaio 1921 con il numero LP16002.
Distribuito dalla Vitagraph Company of America, il film uscì nelle sale cinematografiche statunitensi nel gennaio 1921.
Non si conoscono copie ancora esistenti della pellicola che viene considerata presumibilmente perduta.